# Східний антициклонічний кругообіг

Трансарктична течія (синя) та антициклонічний кругообіг моря Бофорта (помаранчева) є головними циркуляціями Північного Льодовитого океану

Східний антициклонічний кругообіг, циркуляція моря Бофорта — система океанічних течій у Північному Льодовитому океані, що акумулює прісну воду річок Сибіру і льодовиків, що тануть на Канадському Арктичному архіпелазі.
Менш щільна, прісна вода накопичується на поверхні солоної води, створюючи «міхур», який росте завдяки антициклонічній циркуляції атмосфери. У регіоні рівень моря на 15 см вище, ніж навколишній рівень океану. 2011 року об'єм «міхура» становив близько 8 тис. км³ (близько ⅓ об'єму Балтійського моря).
«Міхур» утримується вітрами в цьому регіоні. Деякі вчені припускають, що викид прісної води на решту акваторії Північного Льодовитого океану, а потім і Атлантичного океану, може порушити поточну термохалінну циркуляцію і охолодити територію Європи (див. Північноатлантичні глибинні води).